# Mesosemia thera
Mesosemia thera är en fjärilsart som beskrevs av Frederick DuCane Godman 1903. Mesosemia thera ingår i släktet Mesosemia och familjen Riodinidae. Inga underarter finns listade i Catalogue of Life.